# Загряжский, Кирилл Александрович
Кирилл Александрович Загряжский — стольник, воевода и дворянин московский.
Из дворянского рода Загряжских. Старший сын воеводы Александра Владимировича Загряжского.

## Биография
В 1626 году патриарх московский Филарет Никитич пожаловал его к себе в стольники.
В 1636—1688 гг. значится дворянином московским.
В 1639 году присутствовал при встрече персидского посла.
В 1640 и 1646 гг. дневал и ночевал на государевом дворе.
В 1651—1652 гг. сопровождал супругу Алексея Михайловича царицу Марию Ильинишну в её загородных поездках.
В 1654 году он был воеводой в Осколе, в 1655—56 гг. в Короче, в 1668 году в Прилуках и в 1673—76 гг. в городе Тюмени.
В «Дворцовых разрядах» сказано, что «изменники Черкасы отдали его в Крым» (1668).
В 1663 году послан от Вязьмы до Смоленска с царским наказом и с послушной грамотой для осмотра мостов между этими городами; где следует, он должен был исправить старые погнившие и снесенные водою мосты; где явится необходимость — устроить новые. Для рассылки ему велено было брать стрельцов. Наказ заканчивается следующим внушением работать бескорыстно: «А будет он от того мостового дела у ково что возмет и учинит кому в том какую понаровку, а после про то сыщетца, и Кириллу от великого государя быть в великой опале и в наказанье безо всякие пощады». Окончив исправление мостов, Загряжский должен был вернуться в Москву и подать в Разряд роспись мостовому делу.
В 1688 году, будучи отставным московским дворянином, он сопровождал царицу Наталью Кирилловну в её богомольных походах и участвовал в крестных ходах.
Имеются данные, что в 1640 году он был помещиком Коломенского, а в 1677 году Данковского уездов.